# 库尔-拉维尔
库尔-拉维尔（法語：Cours-la-Ville，亦作，法語發音：[kuʁ la vil] ⓘ）是法国罗讷省索恩河畔自由城区的一个旧市镇，于1974年由原市镇库尔（Cours）和拉维尔（La Ville）合并而成。2016年，库尔-拉维尔与邻近的2个市镇合并为新市镇库尔，库尔-拉维尔为新市镇行政中心，“库尔”一名被重新使用。

## 地理
库尔-拉维尔（46°5'58"N, 4°19'14"E）面积19.48 平方千米，位于法国奥弗涅-罗讷-阿尔卑斯大区罗讷省，该省份为法国中东部省份，北起顺时针与索恩-卢瓦尔省、安省、里昂大都会、伊泽尔省和卢瓦尔省接壤。
与库尔-拉维尔接壤的市镇（或旧市镇、城区）包括：卢瓦尔省贝尔蒙、朗沙勒、泰勒、马多尔、蓬特朗布兹、瑟沃兰日、勒塞尔涅、埃科什。
库尔-拉维尔的时区为UTC+01:00、UTC+02:00（夏令时）。

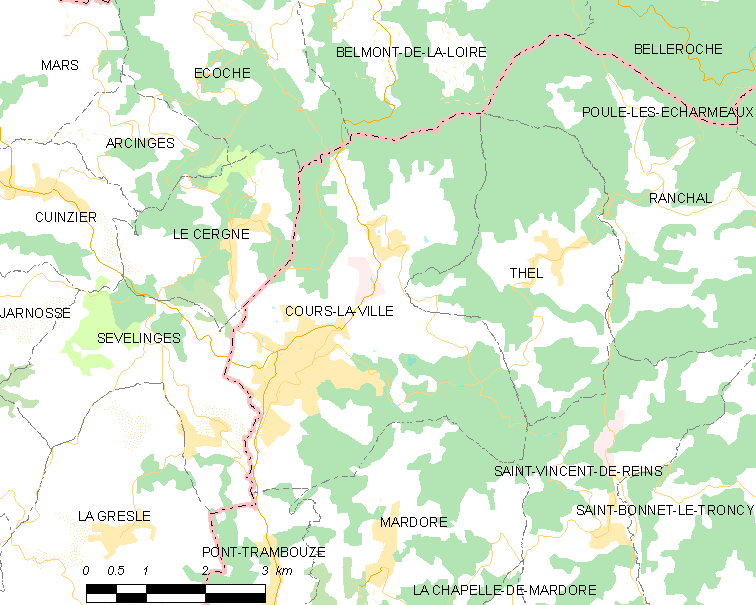
库尔-拉维尔的OSM定位图

## 行政
库尔-拉维尔的邮政编码为69470、69240，INSEE市镇编码为69066。

## 政治
库尔-拉维尔所属的省级选区为蒂济莱布尔县。

## 人口

1962-2008年间库尔-拉维尔人口变化图示

库尔-拉维尔于2018年1月1日时的人口数量为3617人。